# Guillermo Carnero Arbat
Guillermo Carnero Arbat (València, 1947) és un poeta pertanyent al corrent dels novíssims, una de les més reconegudes i rellevants en la poesia espanyola contemporània; és professor i historiador de les literatures divuitesca i vuitcentista (amb particular èmfasi en el Romanticisme), i ha investigat també l'art de les avantguardes.

## Biografia
Llicenciat en Ciències Econòmiques i doctor en Filologia Hispànica. Catedràtic de Literatura Espanyola a la Universitat d'Alacant des de 1986. Ha estat professor visitant a les Universitats nord-americanes de Virgínia, Berkeley i Harvard, i membre del Consell Assessor de la Fundació March i de la Societat Estatal de Commemoracions Culturals per al centenari de Rafael Alberti i l'exposició del Museu del Prado i el Centre Cultural Conde Duque, "Tres mitos españoles: Don Quijote, Don Juan Tenorio y la Celestina". Membre del consell editorial de les revistes Hispanic Review, Dieciocho, Ínsula, Castilla, Voz y Letra, La Nueva Literatura Hispánica, Studi Ispanici, i de les Societats Espanyola i Internacional d'Estudis sobre el segle xviii. Dirigeix des de la seva fundació la revista Anales de Literatura Española i ha estat codirector (junt amb Alberto Blecua Perdices i Pedro Cátedra) de la col·lecció "Clásicos Taurus". Ha coordinat els vols. 6, 7 i 8 (1700-1868) de la Historia de la Literatura Española fundada per Ramón Menéndez Pidal, i dirigida en l'actualitat per Víctor García de la Concha. Ha dirigit nombrosos cursos en la Universitat Menéndez Pelayo, i pronunciat conferències a les principals Universitats espanyoles, europees i americanes. Ha practicat la crítica literària en Ínsula, El País, El Cultural d' "El Mundo", Letras Libres i altres periòdics i revistes. Ha publicat quinze llibres de poesia des de 1967, i existeixen recopilacions de la seva obra poètica en 1979 i 1998. Va ser un dels autors inclosos en l'antologia Nueve novísimos poetas españoles (1970) de Josep Maria Castellet. SEls seus poemes han estat traduïts a l'alemany, búlgar, txec, francès, holandès, anglès, italià i valencià. És especialista en literatura espanyola i comparada dels segles xviii i xix, així com de l'època avantguardista; i ha publicat sis llibres sobre els temes de la seva especialitat. Com a poeta se li sol enquadrar en el grup culturalista entre els poetes dels 70 anomenats novíssims o venecians,.
Ha rebut importants premis literaris, incloent el Premi Nacional de Literatura (2000), el Premi de la Crítica (2000) i el de la Crítica Valenciana (2000) per "Verano inglés"; el Premi Fastenrath de la "Reial Acadèmia Espanyola" (2002) per "Espejo de gran niebla"; i el Premi Internacional de Poesia "Fundació Loewe" en la seva divuitena edició per "Fuente de Médicis" (2006). L'any 2002 va rebre novament el premi de la Crítica Literària València al conjunt de la seva obra.
La poesia de Carner es caracteritza per l'hermètic culturalisme dels seus referents i la metapoesia. La seva obra, molt complexa, es desenvolupa en forma d'espiral, aprofundint al llarg de cada títol sobre uns mateixos problemes i fonamentalment sobre el tema de la mort, del que deriven altres temes com:
1. La crisi del racionalisme.
2. El poema, no com a forma de transmissió de la realitat, sinó com a ficció (“el poema és una hipòtesi sobre la realitat”).
3. La relació conflictiva entre la personalitat de l'autor, el llenguatge i el món.

## Premis
- Premi de la Crítica de poesia castellana, per Verano inglés, (1999)
- Premi Nacional de poesia de les Lletres Espanyoles, per Verano inglés, (2000)
- Premi Fastenrath, per Verano inglés, (2002)
- Premi Internacional de Poesia Fundació Loewe, per Fuente de Médicis, (2005)

## Obra

### Poesia
- Dibujo de la muerte (1967)
- Libro de horas (1967)
- Modo y canciones del amor ficticio (1969)
- Barcelona, mon amour (1970)
- El sueño de Escipión (1971)
- Variaciones y figuras sobre un tema de La Bruyère (1974)
- El azar objetivo (1975)
- Ensayo de una teoría de la visión, poesía 1966-1977/ introducción de Carlos Bousoño (1979)
- Música para fuegos de artificio (1989)
- Divisibilidad indefinida (1990)
- Dibujo de la muerte. Obra poética / edición de Ignacio Javier López (1998); 2ª edición corregida y aumentada Dibujo de la muerte. Obra poética (1966-1990) / edición de Ignacio Javier López (2010)
- Verano inglés (1999). Premio de la Crítica, Premi Nacional de Literatura i Premi Fastenrath.
- Espejo de gran niebla (2002)
- Poemas arqueológicos (2003)
- Fuente de Médicis (2006). Premi Fundació Loewe
- Cuatro Noches Romanas (2009)
- Regiones devastadas (2017), Fundación José Manuel Lara, Sevilla. Contiene una nueva publicación de los Poemas arqueológicos.

### Estudis
- El grupo "Cántico" de Córdoba. Un episodio clave en la historia de la poesía española de posguerra (1976).
- Los orígenes del Romanticismo reaccionario español. El matrimonio Böhl de Faber (1978).
- La cara oscura del Siglo de las luces (1983).
- Las armas abisinias. Ensayos sobre literatura y arte del siglo XX (1989).
- Estudios sobre el teatro español del Siglo XVIII (1997).
- Espronceda (1999).

### Edicions
- El Valdemaro, de Vicente Martínez Colomer (1985).
- Obras raras y desconocidas, vol. I, de Ignacio de Luzán (1990).
- El Rodrigo. Eudoxia. Selección de odas, de Pedro de Montengón (1990).
- La Eumenia. Oderay de Gaspar Zavala y Zamora (1992).
- Antología poética, de Juan Gil Albert (1993).
- Voz de la naturaleza, de Ignacio García Malo (1995).
- Doña María Pacheco. Tragedia, de Ignacio García Malo (1996).
- Memoria sobre espectáculos. Informe sobre la Ley Agraria, de Gaspar Melchor de Jovellanos (1997).
- Las ilusiones, con los poemas de El convaleciente, de Juan Gil-Albert (1998).
- El Rodrigo, de Pedro Montengón (2002).
- Obras raras y desconocidas de Ignacio de Luzán, vol. II (2003).